# Rimantas Kočiūnas
Rimantas Kočiūnas (ur. w 1953) – litewski psycholog i psychoterapeuta, jeden z twórców psychologii egzystencjalnej w obszarze postradzieckim.

## Życiorys
W latach 1970–1975 studiował psychologię na Uniwersytecie Wileńskim, gdzie jego kierownikiem naukowym był Albinas Bagdonas. Na duchowy rozwój Rimasa Kočiūnasa znaczny wpływ wywarł m.in. kierownik Katedry Psychologii Alfonsas Gučas (1907–1988).
W roku 1972 został wydalony z Komsomołu, wskutek czego po ukończeniu Uniwersytetu Wileńskiego zabroniono mu pracować na tej uczelni. Napisał dysertację i pod koniec października 1984 roku uzyskał stopień naukowy z psychologii na Petersburskim Uniwersytecie Państwowym. Dopiero w 1988 roku udało mu się wrócić do Uniwersytetu Wileńskiego, gdzie pracuje jako profesor.
Rimas Kočiūnas jest Sekretarzem Generalnym Wschodnioeuropejskiego Stowarzyszenia Terapii Egzystencjalnej. W 1995 roku razem z dwoma kolegami zorganizował Instytut Psychologii Humanistycznej i Egzystencjalnej i objął funkcję jego dyrektora. Od roku 1996 placówka ma swoją siedzibę w Birsztanach.
Rimas Kočiūnas publikuje swoje prace naukowe w języku litewskim, rosyjskim i angielskim. Wchodzi w skład komitetu redakcyjnego Moskiewskiego Czasopisma Psychoterapeutycznego. W Rosji powodzeniem cieszy się jego podręcznik Zasady Konsultowania Psychologicznego.

## Wybrane publikacje
- Экзистенциальная терапия в группах // Moskiewskie Czasopismo Psychoterapeutyczne. — №2, 2002. — № 2. – C. 139–161.
- Funkcinė asimetrija ir intramodalinė sąveika. // VU studentų mokslo darbai, 1976, 1 t., 7 psl. (kartu su N.Plėšnyte)
- Aklų ir silpnaregių moksleivių socialinių nuostatų tyrimas. // Lietuvos Aklųjų d-jos moksl. darbai, 1977, 1, 10 psl.
- Humanistic psychology in Lithuania: a short introduction. // Humanistic Psychology Toward XXI Century. Vilnius, 1998, 3 p. (with A.Kucinskas)
- Existential experience and group therapy. // Journal of the Society for Existential Analysis, 2000, 11, 2, p. 91–112